# 2-甲硫基乙胺
2-甲硫基乙胺是一种有机硫化合物，化学式为CH3SCH2CH2NH2。它是无色液体，可用作配体或配体前驱体。

## 合成
将氢氧化钾乙醇溶液加入至碘甲烷和2-巯基乙胺盐酸盐的乙醇溶液中，于20 °C反应，可以得到产物。